# OsmAnd
OsmAnd (произнася се: Османд, съкратено от: OpenStreetMap Automated Navigation Directions) е приложение за пътни карти и навигация за мобилни устройства с операционна система Android или iOS, разработвано от нидерландската компания OsmAnd B.V., разположена в Амстелвен.
За визуализация използва базата данни на OpenStreetMap (OSM), но е независимо приложение, което не е ендорсирано от Фондация OpenStreetMap. Предлага се в безплатна и платена версия, като платената версия дава възможност за неограничено сваляне на офлайн карти и дава достъп в приложението до т.нар. точки на интерес (points of interest, POI) и техните описания от Уикипедия. Картографските данни могат да бъдат съхранявани а устройството за ползване офлайн. Използвайки GPS възможностите на устройството, OsmAnd предлага маршрутизиране с визуално и гласово упътване в автомобилен, велосипеден и пешеходен режим. Всички основни функционалности на приложението работят и онлайн и офлайн.

## Функционалности

### Навигация
OsmAnd предлага навигация в реално време за автомобилен, велосипеден, пешеходен и градски транспорт, като изчисляването на маршрута се изпълнява на устройството. Поддържат се типични функционалности като очакван час на пристигане и автоматично премаршрутиране.
По отношение маршрутизирането с градски транспорт не се поддържа преизчисляване с оглед натовареността на трафика или изчисляване на реалното време на достигане до дестинацията.
Като опции на приложението се поддържа указване посоките на лентите, показване на имената на улиците, очакван час на пристигане. Поддържа се навигация през междинни точки (дестинации).

### Карти
Файловете с карти се свалят на устройството, като потребителят селектира държава или регион и указва желаните видове данни за този регион. Файловете се актуализират на месечна база през OpenStreetMap. Поддържа се търсене във файловете по адрес, име или координати.
Технологията позволява частите от картата да се зареждат от сървър, когато потребителят е онлайн, и да се визуализират от локално сваления файл, докато потребителят е офлайн. Това позволява да се ползват сателитните изображения от Microsoft и Yandex.
Източници за наземна фотография са Уикиданни, Общомедия или Mapillary. Тъй като този вид изображения представляват потребителски генерирано съдържание, покритието на различните обекти и качеството на изображенията варира.
Други функционалности:
- Местата могат да се запазват като „любими“.
- Имената на местата могат да се показват на английски, на местния език или фонетична транскрипция.
- Показване на точките на интерес.

### Данни от Уикипедия
- Точките на интерес от Уикипедия могат да се свалят и преглеждат офлайн в приложението.
- От 2018 г. се поддържат пътеводителите от Уикипътешественик, които могат да се свалят и използват офлайн в приложението.

### Функционалности за безопасност на пътя
- Опционално автоматично превключване на дневен и нощен режим;
- Опционално показване на ограничението на скоростта на пътя с напомняне, когато потребителят я надвишава;
- Опционално увеличение на картата в зависимост от скоростта;
- Споделяне на местоположение и персонализируема прозрачност.

### Функционалности за велосипедисти и пешеходци
- Картите включват пешеходни, туристически и велосипедни маршрути;
- Опционално записване на маршрута като локален GPX файл или в онлайн услуга;
- Опционално показване на скоростта и надморската височина.

### Функционалност за включен екран
До версия 3.2.7 OsmAnd има функционалност, позволяващата екранът да се включва автоматично, когато наближава завой, и да се изключва след отминаване на завоя. Това чувствително намалява потреблението на енергия, позволявайки на телефона да конкурира специализирани GPS устройства (които въпреки проникването на мобилните устройства продължават да са в употреба заради ниската им консумация на ток). Впоследствие Google променя условията на PlayStore (но не и на операционната система Android), които забраняват на приложенията да включват или изключват екраните на устройствата и на 2 март 2019 изтрива приложението OsmAnd+ от магазина. В резултат, тази опция е премахната и от безплатната, и от платената версии на приложението, след което OsmAnd отново е включен в PlayStore. Ако искат да продължат да използват функционалността, потребителите все още могат да си свалят безплатната версия 3.2.7 като APK файл при изключен автоматичен ъпдейт на приложението през PlayStore.

## Персонализация
OsmAnd позволява персонализация на повечето елементи през потребителския интерфейс, потребителски редактируемите xml файлове или плъгините. Навигацията може да се променя, така че да се избягват определени пътища или типове пътища, да се избягват пътища с ограничения по отношение на размерите или теглото на превозното средство, и да се включват известия за графика и пешеходните пътеки.
Стилът на визуализиране на картите може да се променя или да се създават собствени карти с потребителски генерирани данни. Разработено е самостоятелно приложение, наречено OsmAnd Map Creator, което създава файлове с карти от данни в OSM формат.

## OsmAnd Plus
OsmAnd Plus е платената версия на приложението. Активирането ѝ позволява на потребителя да сваля неограничен брой карти, по-чести ъпдейти на определени функционалности, както и тримерното визуализиране на терена (hillshading).

## Допринасяне към OpenStreetMap
Приложението идва с плъгин, който активира потребителските приноси към OpenStreetMap, в това число редактиране на точките на интерес, оставяне на бележки, и качване на gpx маршрути в OSM. Редакциите могат да се запазват докато потребителят е онлайн и се качват в OSM с предварително създаден там профил.

## Лицензиране
Разработката на OsmAnd е в GitHub и програмният код е свободно достъпен под лиценза GPLv3. Приложението е достъпно чрез Google Play както в безплатна, така и в платена версия (OsmAnd+). Компилирана от потребители версия на пълния пакет на OsmAnd+, наречена OsmAnd~, независима от услугата Google Play, е също свободна достъпна за F-Droid.
Някои от изображенията като икони и банери са лицензирани под лиценза Криейтив Комънс Некомерсиално – Без производни с изключение, забраняващо форкване на версии за основните пазарни платформи.